# Список писательниц эпохи Ренессанса
Список писательниц и поэтесс эпохи Ренессанса — включает европейских сочинительниц прозы и лирики периода Возрождения.

## По странам

### Италия
- Констанца д’Авалос (ум. 1560), графиня Амальфи
- Туллия д'Арагона (1510—1556), куртизанка
- Лаура Баттиферри (1532—1589)
- Вероника Гамбара (1485—1550), графиня Корреджио
- Джулия Гонзага, оставившая обширное эпистолярное наследие
- Виттория Колонна (1490—1547), маркиза де Пескара
- Тарквиния Мольца (1542—1617)
- Олимпия Фульвия Мората (1526—1555)
- Изабелла ди Морра (ок.1520—1545/46), поэтесса эпохи Возрождения, была убита своими братьями
- Изотта Ногарола (1418—1466)
- Камилла Пизана, куртизанка
- Мария Саворниан, находившаяся в переписке с Пьетро Бембо
- Гаспара Стампа (1523—1554)
- Лукреция Торнабуони, мать Лоренцо и Джулиано Медичи
- Вероника Франко (1546—1591), куртизанка

* * *
- Alessandra Strozzi[англ.]
- Aurelia Petrucci
- Antonia Giannotti Pulci
- Camilla Scarampa
- Cassandra Fedele
- Chiara Matraini
- Girolama Corsi Ramos
- Francesca Farnese
- Изабелла Андреини
- Isotta Brembate (ок. 1530—1586)
- Ippolita Roma
- Лаура Черета (1469—1499)
- Laura Terracina
- Leonora Ravira Falletti
- Lucia Bertani Dell’Oro
- Lucia Boiardo
- Лукреция Маринелла
- Maddalena Campiglia
- Модерата Фонте (Модеста де Поццо) (1555—1592) — венецианская писательница, поэтесса и философ.
- Olimpia Malipiera
- Silvia Sanvitale Boiardo

### Франция
- Катрин Дэ-Рош (1542—1587)
- Мадлен Дэ-Рош (1520—1587)
- Луиза Лабе
- Диана де Пуатье
- Маргарита Наваррская, королева, автор «Гептамерона»
- Мари де Гурне (1565—1645) — писательница, переводчица и философ. Выступала за доступ женщин к образованию.
- Pernette Du Guillet
- Hélisenne de Crenne

### Испания
- Luisa Sigea de Velasco

### Англия
- Елизавета I, королева
- Мэри Сидни
- Энн Аскью (1521—1546) — писательница, поэтесса и протестантская мученица, сожжённая на костре за ересь. Одна из первых поэтесс, писавших на английском.
- Victoria Kirkham
- Эмилия Ланьер
- Изабелла Уитни[англ.] — первая женщина-поэт на английском языке